# كريستيان راسموسن (لاعب كرة قدم)
كريستيان راسموسن (بالدنماركية: Christian Rasmussen)‏ هو لاعب كرة قدم دنماركي في مركز الهجوم، ولد في 19 يناير 2003 في Kongens Lyngby ‏ في الدنمارك. لعب مع شباب أياكس.

## وصلات خارجية
- كريستيان راسموسن على موقع الاتحاد الأوربي (الإنجليزية)
- كريستيان راسموسن على موقع قاعدة بيانات كرة القدم.إي يو (الإنجليزية)
- كريستيان راسموسن على موقع Soccerway.com (الإنجليزية)
- كريستيان راسموسن على موقع عالم كرة القدم.نت (الإنجليزية)